# Acalolepta nivosa
Acalolepta nivosa (лат.) — вид жуков-усачей из подсемейства ламиин. Распространён в Индии и Шри-Ланке. Кормовым растением личинок является калотропис гигантский.